# تتسو شيراتوري
تِتسو شيراتوري (白鳥哲 شيراتوري تِتسو) هو ممثل ياباني ولد في 21 مارس 1972 في طوكيو.

## أدواره في الأنمي

### مسلسلات أنمي تلفزيونية
- البدلة المتنقلة جاندام 00 - أندريه سميرنوف
- البدلة المتنقلة جاندام سيد - ساي أرجايل
- خيميائي الفولاذ - كاين فيوري
- خيميائي الفولاذ FULLMETAL ALCHEMIST - غلاتني
- التنين الأزرق - القزم الذي يجلس على كتف حرّان
- ريفايوس اللامتناهية - كوجي أيبا
- كود جياس لولوش المتمرد - لويد أسبلوند
- كود جياس لولوش المتمرد R2 - لويد أسبلوند
- سكرايد - كيوجي موجو
- بليد - تاناكا
- فايري تايل - زانكرو

### أفلام أنمي
- خيميائي الفولاذ: المسيطر على شامبالا - كاين فيوري
- البدلة المتنقلة جاندام 00: الفيلم -A wakening of the Trailblazer- - أندريه سميرنوف
- سنغوكو باسارا -The Last Party- - موغامي يوشياكي

## أدواره في ألعاب الفيديو
- سنغوكو باسارا: ساموراي هيروز - يوشياكي موغامي

## أدواره في الدبلجة اليابانية
- فلمور - حارس فلمور

## وصلات خارجية
- تتسو شيراتوري على موقع IMDb (الإنجليزية)
- تتسو شيراتوري على موقع ميوزك برينز (الإنجليزية)
- تتسو شيراتوري على موقع قاعدة بيانات الفيلم (الإنجليزية)
- تتسو شيراتوري على موقع كينوبويسك (الروسية)
- تتسو شيراتوري على موقع ANN person (الإنجليزية)